# 973 (numero)
Novecentosettantatré (973) è il numero naturale dopo il 972 e prima del 974.

## Proprietà matematiche
- È un numero dispari.
- È un numero composto con 4 divisori: 1, 7, 139, 973. Poiché la somma dei suoi divisori (escluso il numero stesso) è 147 < 973, è un numero difettivo.
- È un numero semiprimo.
- È un numero palindromo e un numero ondulante nel sistema posizionale a base 27 (191).
- È un numero intero privo di quadrati.
- È un numero felice.
- È un numero odioso.
- È un numero congruente.
- È un numero nontotiente in quanto dispari e diverso da 1.
- È un numero colombiano nel sistema numerico decimale.
- È parte delle terne pitagoriche  (973, 3336, 3475), (973, 9636, 9685), (973, 67620, 67627), (973, 473364, 473365).

## Astronomia
- 973 Aralia è un asteroide della fascia principale del sistema solare.
- NGC 973 è una galassia spirale della costellazione dell'Ariete.

## Astronautica
- Cosmos 973 è un satellite artificiale russo.